# Prekariat
Prekariat er et begreb for en social gruppering, der er karakteriseret af løse og usikre ansættelsesforhold for eksempel uden ansættelseskontrakt, ansættelse uden fast timetal og tidsbegrænset ansættelse.
Den kan for eksempel bestå af unge akademikere, freelancere, immigranter og løsarbejdere uden pension, ferie og dagpenge.
De er ufrivilligt løsansatte, og kan arbejde som projektansatte eller som vikarer. For eksempel journalister, der arbejder som "daglejere" på et dagblad via et vikarbureau.
Guy Standing har blandt andet brugt begrebet og sammenstiller det også med begrebet working poor.

## Etymologi
Prekariat er et nyt ord, som er afledt af adjektivet "prekær", der betyder "usikker" eller "vanskelig". Ordet er kommet ind i dansk via det franske ord précaire,[kilde mangler] der stammer fra det latinske precarius ("bedt om" eller "opnået ved bevilling").